# Fettes Schwarz
Fettes Schwarz (englisch rich black), auch Tiefschwarz, beschreibt eine besondere Art, Schwarz im Vierfarbdruck zu mischen und mit den Grundfarben Cyan, Magenta und Yellow anzureichern. Um ein besonders kräftiges und deckendes Schwarz zu erhalten, wird die Möglichkeit des CMYK-Buntaufbaus genutzt, anstatt das Schwarz lediglich mit dem K-Kanal darzustellen.

## Farbmischung
Schwarz im CMYK-Farbmodell entsteht dann, wenn die vier Grundfarben Cyan, Magenta, Yellow und Black physikalisch miteinander gemischt werden.
Schwarz aus 100 % K (Key = Keycolor) erreicht oft nicht die gewünschte Farbdeckung, sondern wirkt eher flau. Aus diesem Grund werden die CMY-Kanäle in bestimmtem Verhältnis beigemischt. Mit höherem Farbauftrag ergibt sich auch eine höhere Farbdichte der Tinten auf dem Druckmedium, und somit wird ein satterer Farbton erzielt.

## Tiefschwarz im Vierfarbendruck
Der Farbaufbau von Tiefschwarz im Vierfarbdruck ist sehr vielschichtig und nicht mit einem definierten Farbwert abzuhandeln.
Das Mischverhältnis von Cyan, Magenta, Yellow und Black ist von vielen Faktoren abhängig:
- Die Wahl des Druckverfahrens hat einen Einfluss auf das fette Schwarz, weil sich die Tintenzusammensetzungen und Pigmente teilweise stark unterscheiden können.
- Das Druckmedium nimmt Druckfarbe sehr unterschiedlich auf. Dementsprechend kann das gleiche Motiv auf mattem Material eher flacher und heller wirken, bei einem glänzenden Druckmedium wirkt Druckfarbe kräftiger und dunkler.
- Texte, dünne Linien, sonstige zarte und dünne Grafikelemente können mit einem fetten Schwarz gedruckt werden, je nach Druckverfahren kann es jedoch zu Passerproblemen und Farbblitzern kommen.
- Je nach Druckmedium ist der maximale Gesamtfarbauftrag zu beachten.[1]

## Optimales Schwarz
Für einen optimalen Schwarzton müssen meist alle vier Skalenfarben gemischt werden. Bei der Wahl der genauen Zusammensetzung müssen abhängig vom jeweiligen Druckprozess, Schabloniereffekte, Farbannahme und der Verzug berücksichtigt werden. Pauschale Werte können dabei nur als erster Anhaltspunkt betrachtet werden.

## Varianten
Die Fogra Forschungsgesellschaft Druck e.V. sieht z. B. in ihren Farbtabellen für Druckprozesse nach ISO 12647-2:2004 in der Papierklasse 1 insgesamt 32 verschiedene Mischungen von 100 % Key mit den drei anderen Farben des CMYK-Farbmodells vor. Abhängig von der Stärke der Unterfarbenreduktion beziehungsweise des Unbuntaufbaus ergeben sich bei der Separation digitalisierter Bilddaten verschiedene derartige Schwarztöne, was auch als Under Color Addition (UCA) bezeichnet wird. Einen besonderen Fall, bei dem alle im Farbmodell verwendeten Grundfarben zu 100 % verwendet werden, bildet die Passfarbe der Passermarke.